# Решетников, Игорь Сергеевич
И́горь Серге́евич Реше́тников (род. 22 мая 1975, Вятские Поляны, Кировская область) — российский футболист, защитник. Работает тренером в системе футбольного клуба «Урал».

## Биография
Футболом начал заниматься в 11 лет. Окончил Омскую академию физической культуры и спорта.
Первый клуб, в составе которого выступал Решетников — «Электрон» Вятские Поляны. С 1994 года играл за фарм-клуб екатеринбургского «Уралмаша» в Третьей лиге. За основную команду в 1996 году провёл три встречи в высшей лиге страны, дебютировал 3 июля в гостевой игре с клубом «КАМАЗ-Чаллы» (1:2). Выступал за екатеринбургский клуб также в Первом и Втором дивизионах до 2005 года включительно. Затем играл за такие команды, как «Металлург» Липецк, «Зенит» Челябинск, «Содовик» Стерлитамак. Завершил карьеру игрока в составе клуба «Динамо» Киров.
В 2011 году был приглашён на пост тренера-селекционера футбольного клуба «Урал» вместо Владимира Федотова, ставшего главным тренером команды «Металлург-Кузбасс».